# San Lucas, San Miguel de Allende
San Lucas är en ort i Mexiko.   Den ligger i kommunen San Miguel de Allende och delstaten Guanajuato, i den centrala delen av landet, 250 km nordväst om huvudstaden Mexico City. San Lucas ligger 1 929 meter över havet och antalet invånare är 608.
Terrängen runt San Lucas är platt norrut, men söderut är den kuperad. Runt San Lucas är det ganska tätbefolkat, med 96 invånare per kvadratkilometer. Närmaste större samhälle är San Miguel de Allende, 19,9 km öster om San Lucas. I omgivningarna runt San Lucas växer huvudsakligen savannskog.